# Portrait of Marian McPartland
Portrait of Marian McPartland — студийный альбом британо-американской джазовой пианистки Мэриэн Макпартлэнд, выпущенный в 1979 году на лейбле Concord Jazz.

## Отзывы критиков
| Оценки критиков                            | Оценки критиков |
| Источник                                   | Оценка          |
| ------------------------------------------ | --------------- |
| AllMusic                                   | [ 2 ]           |
| The Encyclopedia of Popular Music          | [ 3 ]           |
| MusicHound Jazz: The Essential Album Guide | [ 4 ]           |
| The Rolling Stone Jazz Record Guide        | [ 5 ]           |

В журнале Cash Box отметили, что настроение Макпартлэнд прекрасно сочетается с музыкой, независимо от того, кто её автор, а исполнение «Spring Can Really Hang You Up the Most» назвали выдающимся. 
В обзоре для AllMusic Скотт Яноу среди ярких моментов обнаружил трогательные версии песен «It Never Entered My Mind» и «Spring Can Really Hang You Up the Most», а также энергичные импровизации в «I Won’t Dance» и блюз Чика Кориа «Matrix».

## Список композиций
1. «Tell Me a Bedtime Story» (Херби Хэнкок) — 5:33
2. «It Never Entered My Mind» (Ричард Роджерс, Лоренц Харт) — 3:57
3. «No Trumps» (Джерри Доджон) — 4:51
4. «Wind Flower» (Сара Кэсси) — 4:10
5. «I Won’t Dance» (Дороти Филдс, Джером Керн, Джимми Макхью, Оскар Хаммерстайн II, Отто Харбах) — 4:06
6. «Spring Can Really Hang You Up the Most» (Фрэнк Лэндсман, Томми Вольф) — 5:20
7. «Matrix» (Чик Кориа) — 3:36
8. «Time and Time Again» (Мэриэн Макпартлэнд) — 5:20

## Участники записи
- Мэриэн Макпартлэнд — фортепиано
- Брайан Торфф[англ.] — бас
- Джерри Доджон[англ.] — саксофон-альт, флейта
- Джейк Ханна — ударные
- Фил Эдвардс — звукорежиссёр, запись, сведение

Все данные взяты из примечаний к альбому.